# بلوسين
بلوسين قرية تتبع ناحية الطواحين في شرق منطقة بانياس التابعة لمحافظة طرطوس.